# Megastigmus thomseni
Megastigmus thomseni är en stekelart som först beskrevs av Hussey 1956.  Megastigmus thomseni ingår i släktet Megastigmus och familjen gallglanssteklar. Inga underarter finns listade i Catalogue of Life.